# San Francisco (film)
Pour les articles homonymes, voir San Francisco (homonymie).
Pour plus de détails, voir Fiche technique et Distribution.

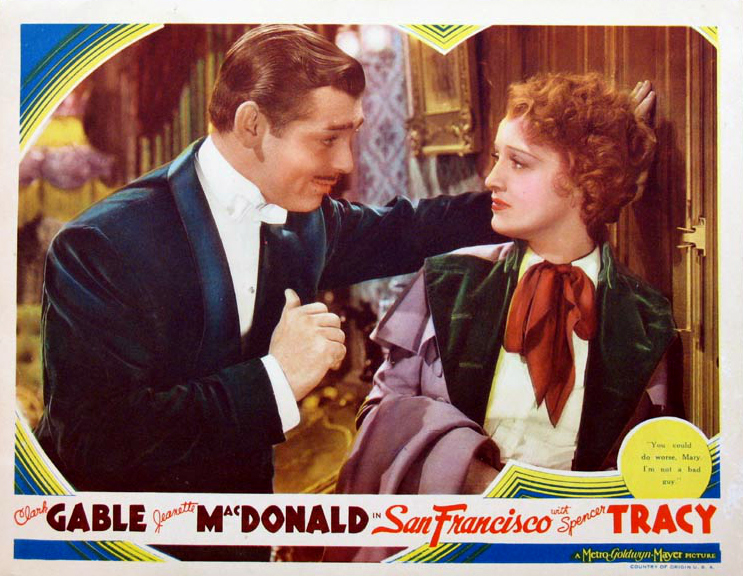
Clark Gable et Jeanette MacDonald

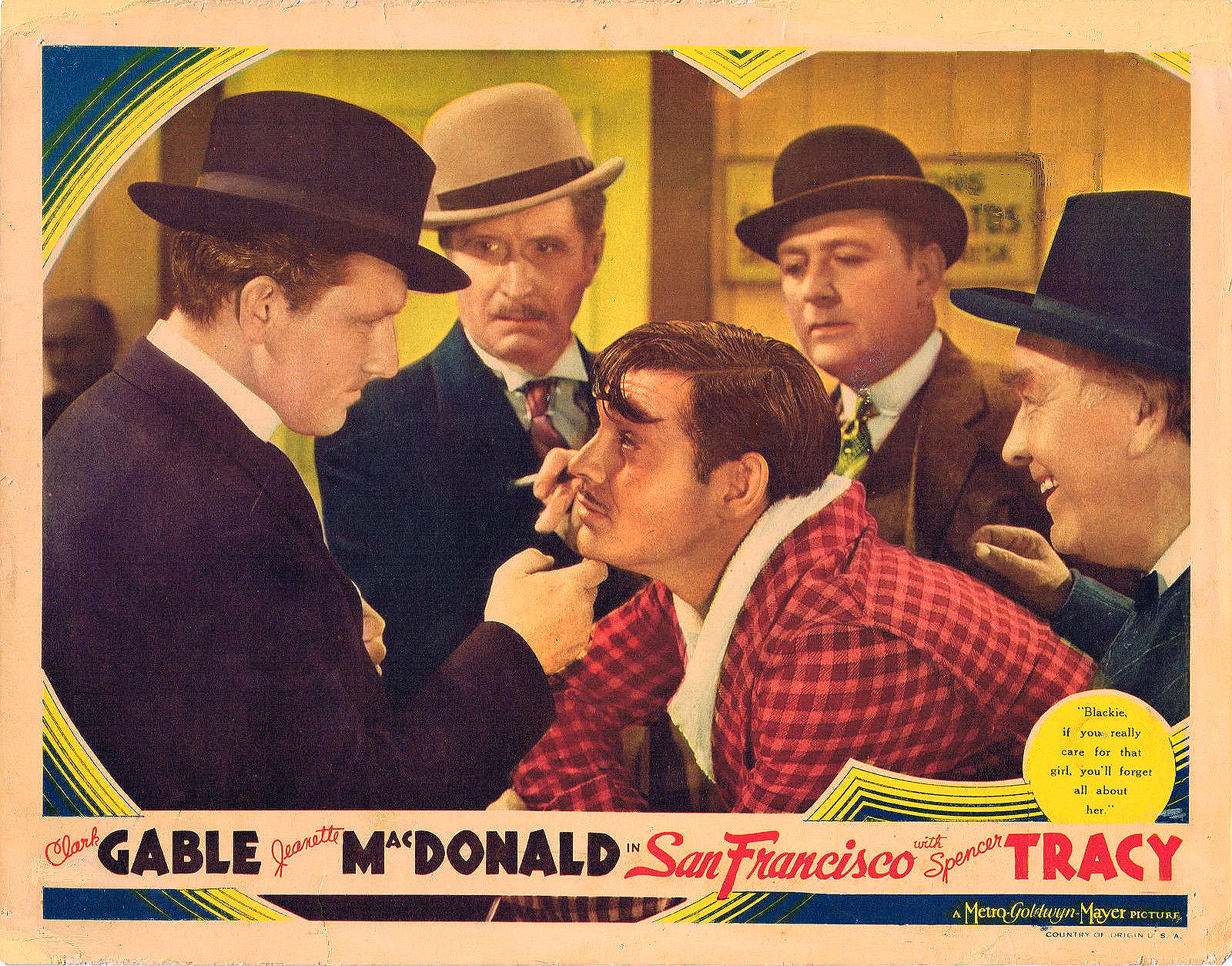
Spencer Tracy et Clark Gable

San Francisco est un film musical américain réalisé par W. S. Van Dyke, sorti en 1936.

## Synopsis
Mary Blake est une jeune chanteuse cherchant désespérément du travail à San Francisco. Le gérant de casino Blackie Norton lui fait signer un contrat qu'elle regrette lorsqu'elle se voit offrir une place à l'Opéra Tivoli. Après une dispute avec Norton, elle rejoint la maison Tivoli de Jack Burley. Blackie menace de poursuivre Burley en justice, demande à Mary de l'épouser et arrive à la convaincre de revenir travailler pour lui. L'idylle ne dure pas et Mary le quitte à nouveau pour l'Opéra Tivoli où elle devient la tête d'affiche. Alors que sa carrière est à son apogée, un tremblement de terre frappe San Francisco et la ville n'est plus qu'un champ de ruines...

## Fiche technique
- Titre : San Francisco
- Titre original : San Francisco
- Réalisation : W. S. Van Dyke, assisté de Joseph Newman et D. W. Griffith (tous 2 non crédité)
- Scénario : Anita Loos, d’après une histoire de Robert E. Hopkins
- Photographie : Oliver T. Marsh (et Loyal Griggs, non crédité, pour la séquence du tremblement de terre)
- Ingénieur du son : Douglas Shearer
- Musique : Nacio Herb Brown, Walter Jurmann et Bronislau Kaper
- Montage : Tom Held
- Effets spéciaux : James Basevi
- Producteurs : John Emerson et Bernard H. Hyman
- Société de production : Metro-Goldwyn-Mayer
- Pays de production : États-Unis
- Langue : anglais américain
- Format : Noir et blanc — 35 mm — 1,37:1 — Son : Mono
- Genre : Film dramatique, film catastrophe
- Durée : 115 minutes (1 h 55)
- Dates de sortie : 
  - États-Unis : 26 juin 1936
  - France : 17 décembre 1936
- Affiche : Roger Soubie (France)

## Distribution

Clark Gable, Tim Holt et William Ricciardi.

- Clark Gable (VF : Richard Francœur) : Blackie Norton
- Jeanette MacDonald : Mary Blake
- Spencer Tracy (VF : Serge Nadaud) : Père Tim Mullin
- Jack Holt : Jack Burley
- Jessie Ralph : Mme Maisie Burley
- Ted Healy : Mat
- Shirley Ross : Trixie
- Margaret Irving : Della Bailey
- Harold Huber : 'Babe' (directeur du Paradise)
- Edgar Kennedy : Shérif Jim
- Al Shean : Professeur Hansen
- William Ricciardi : Signor Baldini
- Kenneth Harlan : Chick
- Roger Imhof : 'Alaska' Joe Kelso
- Russell Simpson : 'Red' Kelly
- Warren Hymer : Hazeltine

Et, parmi les acteurs non crédités :
- Cy Kendall : Maître d'hôtel
- Ralph Lewis, Frank Sheridan : Membres fondateurs du club
- Belle Mitchell : Louise, la servante de Mary
- Jason Robards Sr. : Le père
- Jean Acker, Flora Finch, Fay Helm, Robert J. Wilke : Figurants lors du tremblement de terre

## Récompenses et distinctions
Le film fut nommé pour six Oscars, dont meilleur réalisateur, meilleur film, meilleur acteur pour Spencer Tracy, meilleur assistant à la réalisation pour Joseph M. Newman et meilleur scénario original pour Robert E. Hopkins, mais ne remporta que l'Oscar du meilleur son pour le travail de Douglas Shearer.

## Autour du film
- Seuls quelques plans généraux de la ville furent tournés à San Francisco même. Le film fut tourné pour l'essentiel à Hollywood.
- La chanson « San Francisco », interprétée dans le film par Jeanette Mac Donald, fut reprise dans une version avec de nouvelles paroles par Judy Garland.